# معهد الطاقة والبحوث البيئية
معهد الطاقة والبحوث البيئية يركز معهد الطاقة والبحوث البيئية على السلامة البيئية لإنتاج الأسلحة النووية ونضوب طبقة الأوزون وغيرها من القضايا المتعلقة بالطاقة.
ينشر معهد الطاقة والبحوث البيئية مجموعة متنوعة من الكتب حول القضايا المتعلقة بالطاقة وتعقد ورش عمل للناشطين حول القضايا النووية وترعى الندوات الدولية ومشاريع التوعية التعليمية.

## التأسيس
تأسس معهد الطاقة والبحوث البيئية في عام 1987 ومقره في تاكوما بارك بولاية ماريلاند.